# Точка сочленения
Точкой сочленения (англ. articulation point) в теории графов называется вершина графа, при удалении которой количество компонент связности возрастает. Для обозначения этого понятия также используются термины «разделяющая вершина» и «шарнир».

## Определения
Вершина {\displaystyle v} графа {\displaystyle G} называется шарниром, если подграф {\displaystyle G_{1}}, полученный из графа {\displaystyle G} удалением вершины {\displaystyle v} и всех инцидентных ей рёбер, состоит из большего количества компонент связности, чем исходный граф {\displaystyle G}. 

Граф, содержащий два шарнира (вершины 2 и 5) и три блока (12, 2345, 56).

С понятием шарнира также связано понятие двусвязности. Двусвязный граф - связный граф, не содержащий шарниров. Компонента двусвязности - максимальный (по включению) двусвязный подграф исходного графа. Компоненты двусвязности иногда называют блоками.
Рёберным аналогом шарнира является мост. Мостом называется такое ребро графа, в результате удаления которого количество компонент связности в графе возрастает.

## Поиск шарниров
Эффективное решение задачи поиска всех шарниров графа основано на алгоритме поиска в глубину.
Пусть дан граф {\displaystyle G}. Через {\displaystyle Adj(v)} обозначим множество всех вершин графа, смежных с {\displaystyle v}. Предположим, что мы просмотрели граф в глубину, начав с некоторой произвольной вершины. Занумеруем все вершины графа в том порядке, в котором мы в них вошли, и каждой вершине {\displaystyle v} припишем соответствующий номер {\displaystyle n(v)}. Если в вершину {\displaystyle u} мы впервые попали из вершины {\displaystyle v}, то вершину {\displaystyle u} будем называть потомком {\displaystyle v}, а {\displaystyle v} — предком {\displaystyle u}. Множество всех потомков вершины {\displaystyle v} обозначим через {\displaystyle Ch(v)}. Через {\displaystyle Low(v)} обозначим минимальный номер среди всех вершин, смежных с {\displaystyle v} и с теми вершинами, в которые мы пришли по пути, проходящем через {\displaystyle v}. 
Ясно, что величину {\displaystyle Low(v)} можно вычислить рекурсивно, непосредственно в процессе обхода в глубину: если в настоящий момент рассматривается вершина {\displaystyle v}, и из неё нельзя перейти в ещё не посещённую вершину (т.е. нужно вернуться к предку {\displaystyle v}, или прекратить обход, если {\displaystyle v} — стартовая вершина), то для всех её потомков {\displaystyle Low} уже посчитано, а значит, и для неё можно провести соответствующие вычисления по формуле
{\displaystyle Low(v)=\min \left\{\min _{x\in Ch(v)}Low(x),\min _{y\in Adj(v)/Ch(v)}n(y)\right\}.}
Зная величину {\displaystyle Low(v)} для всех вершин графа, можно однозначным образом определить все его шарниры согласно следующим двум правилам:
1. Стартовая вершина (т.е. та, с которой мы начали обход) является шарниром тогда и только тогда, когда у неё больше одного потомка.
2. Вершина {\displaystyle v}, отличная от стартовой, является шарниром тогда и только тогда, когда у неё есть потомок u такой, что {\displaystyle Low(u)=n(v)}.

В качестве примера рассмотрим применение описанного алгоритма к графу, изображённому на рисунке справа. Числа, которыми помечены вершины, соответствуют одному из возможных вариантов обхода в глубину. При таком порядке у каждой из вершин ровно один потомок, за исключением вершины 6, у которой потомков нет. Стартовая вершина 1 имеет единственного потомка, следовательно, шарниром она не является. Для остальных вершин вычислим значения интересующей нас функции:
{\displaystyle Low(6)=5,Low(5)=2,Low(4)=2,Low(3)=2,Low(2)=1}.
У вершины 2 есть потомок 3, а у 5 потомок 6 — в обоих случаях выполнено искомое соотношение {\displaystyle Low(u)=n(v)}. Следовательно, 2 и 5 являются шарнирами. Других шарниров в этом графе нет.